# Блащак, Мариуш
Мариуш Блащак (пол. Mariusz Błaszczak; род. 19 сентября 1969 в Легьоново) — польский историк, государственный и политический деятель; руководитель парламентской фракции партии «Право и справедливость (2010-2015, с 2023), Министр национальной обороны (2018-2023).
Депутат Сейма VI, VII, VIII, IX и X созывов (с 2007). Ранее занимал должности министр внутренних дел и администрации (2015-2018), Заместителя председателя Совета министров по национальной безопасности и обороне (2022-2023) и руководителя Канцелярии Председателя Совета министров (2005-2007) в правительствах Ярослава Качиньского, Беаты Шидло и Матеуша Моравецкого.

## Биография
Родился 19 сентября 1969 года в Легьоново Мазовецкого воеводства. В 1994 году получил степень магистра истории на историческом факультете Варшавского университета. В дальнейшем прошёл дополнительные курсы «Местное самоуправление и развитие» в Варшавском университете (1997 год) и «Менеджмент и управление» в Высшей школе бизнеса и управления (2006 год). В 2001 году окончил Национальную школу государственного управления.
После учёбы работал в органах местного самоуправления. На местных выборах осенью 2002 года баллотировался на пост президента (главы) Легьоново, набрал 11,02 % процентов голосов и не прошёл во второй тур. С 2002 по 2004 год был заместителем бургомистра (главы) столичного района Воля, с 2004 по 2005 год возглавлял столичный район Средместье.
31 октября 2005 года вошёл в правительство Казимежа Марцинкевича, где занял пост руководителя канцелярии премьер-министра. В дальнейшем в качестве министра без портфеля входил в правительство Ярослава Качиньского.
На парламентских выборах был избран депутатом Сейма 6 созыва от партии «Право и справедливость», в дальнейшем переизбирался на парламентских выборах 2011 и 2015 годов. С 2010 по ноябрь 2015 года возглавлял парламентскую фракцию «Право и справедливость».
С 16 ноября 2015 по 9 января 2018 года — министр внутренних дел в правительствах Беаты Шидло и Матеуша Моравецкого.
9 января 2018 года назначен на должность министра национальной обороны Польши.
В конце апреля 2019 года Мариуш Блащак заявил, что польское правительство договорилось об усилении численности американского контингента на территории страны. По мнению министра, размещение войск США укрепит возможности вооружённых сил страны.
В июне 2022 года был назначен на должность заместителя председателя Совета министров. В 2023 году наряду с министром культуры Петром Глинским, министром государственных активов Яцеком Сасином и министром без портфеля Генриком Ковальчиком был снят с данной должности. Единственным заместителем председателя Совета министров Польши стал глава партии Право и справедливость Ярослав Качиньский.

## Награды
- Орден «За заслуги» I степени (23 августа 2022 года, Украина) — за значительные личные заслуги в укреплении межгосударственного сотрудничества, поддержку государственного суверенитета и территориальной целостности Украины, весомый вклад в популяризацию Украинского государства в мире[4].
- Гранд-офицер ордена «За заслуги перед Литвой» (2019 год, Литва).